# Європейське законодавство про захист прав споживачів

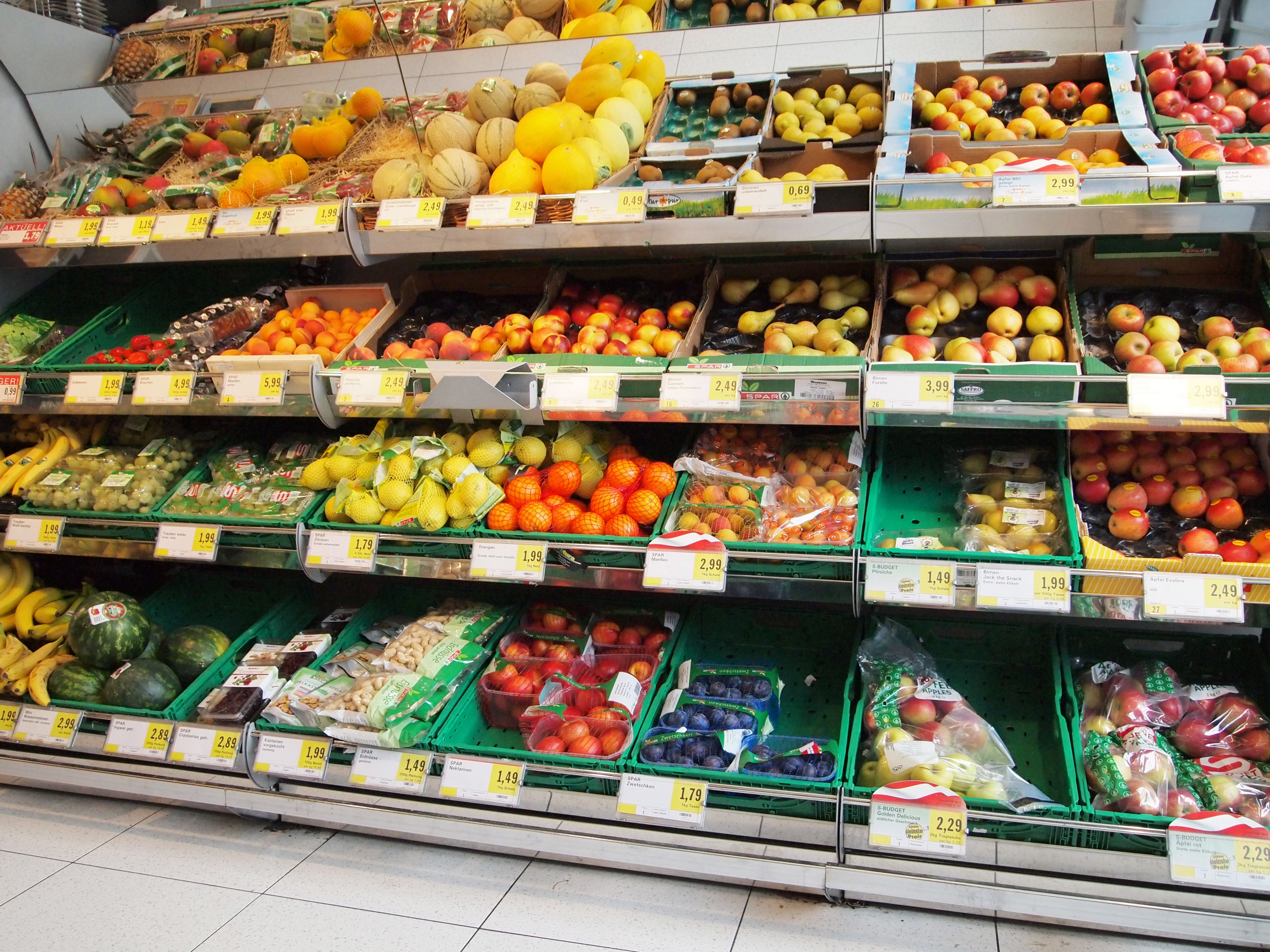
Через свою нерівну позицію на переговорах споживачі мають право на законодавчу «хартію прав» на безпечні та здорові продукти, справедливі умови, належну інформацію, вільну від реклами та маркетингу, що вводять в оману, а також право на відмову від товару

Європейське законодавство про захист прав споживачів стосується захисту прав споживачів у Європі, зокрема, через законодавство Європейського Союзу та Європейську конвенцію з прав людини. Стаття 169 Договору про функціонування Європейського Союзу дозволяє ЄС використовувати свою звичайну законодавчу процедуру для захисту «здоров'я, безпеки та економічних інтересів споживачів» і сприяти реалізації їхніх прав на «інформацію, освіту та самоорганізацію для захисту своїх інтересів». Усі держави-члени можуть надавати більш високий рівень захисту, а «високий рівень захисту прав споживачів» вважається фундаментальним правом. Споживачі мають право на законодавчо закріплену «хартію прав» на безпечні та здорові продукти, справедливі умови, належну інформацію, вільну від оманливої реклами та маркетингу, а також на відмову від договору.
Окрім цих загальних принципів і поза межами конкретних секторів, існують чотири основні директиви: Директива про відповідальність за якість продукції 1985 року, Директива про несправедливі умови в споживчих договорах 1993 року, Директива про недобросовісну комерційну практику 2005 року та Директива про права споживачів 2011 року, які вимагають надання споживачам інформації та права на відмову від товару. В цілому, законодавство покликане забезпечити споживачам в ЄС однаковий мінімум прав, де б вони не приймали свої транзакційні рішення, і значною мірою надихається теоріями захисту прав споживачів, розробленими в Каліфорнії, і Біллем про права споживачів, проголошеним Джоном Ф. Кеннеді в травні 1962 року. Європейський суд постійно підтверджує важливість забезпечення більшого обсягу прав споживачів, ніж у комерційних контрактах, як через інформаційну асиметрію, так і через нерівність позицій на переговорах.